# Pothyne ochreolineata
Pothyne ochreolineata är en skalbaggsart som beskrevs av Stefan von Breuning 1943. Pothyne ochreolineata ingår i släktet Pothyne och familjen långhorningar.
Artens utbredningsområde är Laos. Inga underarter finns listade i Catalogue of Life.